# Йохан Кевенхюлер
Йохан Кевенхюлер (на немски: Johann (VIII) Khevenhüller, Herr zu Landskron und Velden; * 30 май 1597, Клагенфурт; † 4 август 1632, убит в битка в Нюрнберг) от род Кевенхюлер, е господар на Ландскрон (до Филах) и Велден на езерото Вьортерзе в Каринтия.

## Произход
Той е син на граф Бартоломеус Кевенхюлер (1539 – 1613) и третата му съпруга Регина фон Танхаузен (1569 – 1624), вдовица на фрайхер Зигизмунд Кевенхюлер-Вернберг (1558 – 1594), дъщеря на Паул фон Танхаузен и Амалия фон Дагсберг.
- Останки от замък Ландскрон
- Дворец Велден в Каринтия

## Фамилия
Йохан Кевенхюлер се жени на 1 юни 1624 г. в Ридау за Мария Елизабет фон Дитрихщайн (* 25 юни 1607; † 1 септември 1662, погребана в Нюрнберг), дъщеря на фрайхер Бартоломей фон Дитрихщайн-Холенбург (1579 – 1635) и фрайин Елизабет Жоел фон Франкинг, наследничка на Ридау († 1635). Те имат пет деца, от които оживява един син:
- Бартоломеус Кевенхюлер (* 25 юли 1626, Клагенфурт; † 28 юни 1678, Донау при Ашау), господар на Лихтенщайн, женен I. на 2 ноември 1657 г. в Нюрнберг за Елеонора Фелицитас Йоргер, II. на 20 ноември 1663 г. в Линц за графиня Рената Регина фон Абеншперг-Траун (* 1640; † 7 март 1707, Бухау)
- Георг Дитрих (* 14 октомври 1628; † 1630)
- Хайнрих Вилхелм (* ок. 1629; † 1635, Заксенхаузен до Франкфурт от чума)
- Франц Кристоф (* 10 март 1630, Регенсбург; † 1635, Заксенхаузен до Франкфурт от чума)
- Регина Елизабет (* ок. 1631; † ок. 1632)